# Patrick Kavanagh

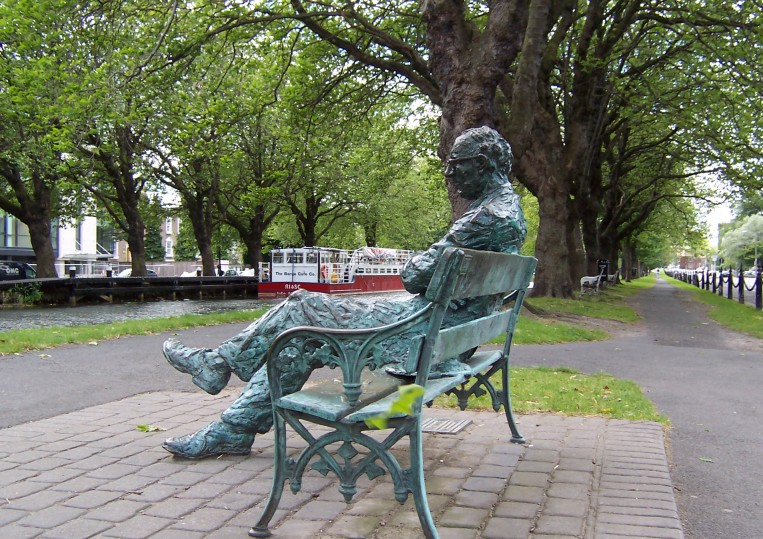
Pomnik Patricka Kavanagha nad Grand Canal w Dublinie

Patrick Kavanagh, irl. Pádraig Caomhánach (ur. 21 października 1904   w Inniskeen w hrabstwie Monaghan, zm. 30 listopada 1967 w Dublinie) – irlandzki poeta, prozaik i krytyk literacki. Jego liryka oraz proza powieściowa i autobiograficzna głęboko zakorzeniona jest w regionalnej kulturze i tradycji irlandzkiej, jednak był on przeciwny mitologizowaniu tej tradycji i przestrzegał przed popadnięciem w nacjonalizm i zaściankowość. Twórczość Kavanagha wywarła duży wpływ na takich irlandzkich poetów jak Seamus Heaney czy Paul Muldoon.
Jeden z jego wierszy zatytułowany "On Raglan Road" jest znany jako piosenka wykonywana przez m.in. Vana Morrisona, Luke’a Kelly’ego, Marka Knopflera i Sinéad O’Connor.
W Polsce drobne fragmenty twórczości Patricka Kavanagha ukazały się w "Literaturze na Świecie".

## Życiorys
Kavanagh urodził się w rodzinie chłopskiej (jego ojciec, James Kavanagh, był drobnym farmerem zajmującym się również szewstwem), w latach 1909-1916 uczęszczał do Kednaminsha National School, a później pracował na rodzinnej farmie. Poezje zaczął tworzyć już jako nastolatek. Pierwsze jego wiersze zostały opublikowane w czasopismach "The Dundalk Democrat" oraz "Weekly Independent" w 1928; trzy kolejne wydrukowane zostały w latach 1929-1930 w "The Irish Statesman" dzięki George’owi Williamowi Russellowi (Æ). W 1931 roku Kavanagh udał się na piechotę do Dublina, aby spotkać się z Russellem.
W 1936 roku wydawnictwo Macmillan Publishers wydało jego zbiór poezji zatytułowany Ploughman and Other Poems. Autor otrzymał również zaliczkę na poczet następnego utworu, dzięki której powstała jego autobiografia pt. The Green Fool, wydano ją w 1938 roku, lecz wkrótce wycofano w związku z zarzutami oszczerstwa wystosowanymi przez Olivera Gogarty’ego. Również w 1938 roku Kavanagh opuścił na dobre Inniskeen zniechęcony życiem farmera i mając nadzieję na karierę literacką, przez kilka miesięcy przebywał w Londynie, aby ostatecznie w 1939 roku osiąść na stałe w Dublinie. Zajmował się w tym okresie po trosze dziennikarstwem i cały czas tworzył poezję.
W 1942 roku ukazało się w Londynie, następnie w Dublinie, jego bodaj najważniejsze dzieło: czternastoczęściowy poemat epicki zatytułowany The Great Hunger, którego tytuł przywodzi na myśl klęskę głodu, jaka dotknęła Irlandię w XIX wieku, a dotyczący seksualności i związanych z nią frustracji. Utwór ten, ceniony m.in. przez Franka O’Connora i George’a Yeatsa, zwrócił też uwagę cenzury.
W 1947 roku wyszedł zbiór pt. A Soul for Sale, a w 1948 realistyczna powieść Tarry Flynn, ta ostatnia również na krótko zakazana przez cenzurę.
W 1952 roku jedna z dublińskich gazet przedstawiła go w jednym z artykułów jako alkoholika, wystosował więc przeciw niej pozew, lecz przegrał sprawę sądową. W 1955 roku zdiagnozowano u niego raka płuc i zmuszony był poddać się operacji usunięcia płuca. Smutnym wydarzeniom w życiu osobistym towarzyszyły jednak w tym okresie odnowa i sukces twórczy. Ukazywały się kolejne zbiory poezji: Recent Poems (1958), Come Dance with Kitty Stobling (1960), Collected Poems (1964) oraz zbiór prozy Collected Prose (1967).
W kwietniu 1967 roku Kavanagh ożenił się z Katherine Barry Moloney, lecz w listopadzie tego samego roku zmarł.
W 2000 roku "The Irish Times" ogłosił listę najpopularniejszych wierszy irlandzkich, dziesięć wierszy autorstwa Kavanagha znalazło się w pierwszej pięćdziesiątce, a sam poeta okazał się drugim co do popularności po Williamie Butlerze Yeatsie.

## Twórczość

### Poezja
- 1936 – Ploughman and Other Poems
- 1942 – The Great Hunger (wydany w nakładzie 250 egzemplarzy, kolejne wydanie 1971)
- 1947 – A Soul For Sale
- 1958 – Recent Poems
- 1960 – Come Dance with Kitty Stobling and Other Poems
- 1964 – Collected Poems
- 1972 – The Complete Poems of Patrick Kavanagh
- 1978 – Lough Derg

### Proza
- 1944 – Three Glimpses of Life
- 1946 – The Cobbler and the Football Team
- 1946 – Stars in Muddy Puddles
- 1946 – One Summer Evening in the Month of June
- 1947 – Four Picturizations
- 1947 – Feasts and Feasts
- 1947 – The Good Child
- 1948 – Tarry Flynn
- 1977 – By Night Unstarred

### Twórczość autobiograficzna
- 1937 – Childhood of an Irishman
- 1938 – The Green Fool
- 1964 – Self Portrait